# Eddy Simon
Pour les articles homonymes, voir Simon.
Eddy Simon est un journaliste et scénariste de bande dessinée français né en 1968 au Havre (Seine-Maritime).
Il est cofondateur du fanzine de bande dessinée Sapristi créé en 1983 et fondateur du fanzine de bande dessinée Dynamick créé en 1985. Ces deux revues publient des auteurs confirmés ainsi que de jeunes dessinateurs comme Hugues Labiano, Kokor, Dan, Stéphane Brangier...

## Biographie
Il est l'auteur de guides touristiques sur la ville du Havre, la ville de Rouen et la Seine-Maritime. En 2001, il est coauteur avec Antoine Fiszlewicz du livre Le Havre, ah quel Estuaire ! qui parait aux éditions Petit à Petit.
Il écrit la nouvelle Prions pour la Prison dans le recueil collectif Cinq nouvelles noires paru aux Ancres Noires[réf. souhaitée]. Puis Les Grandes Affaires criminelles de Seine-Maritime parait en 2006 aux éditions De Borée. Avec Lionel Acher, Roger Delaporte, Lénaïc Gravis et Jean-François Miniac, il est coauteur de Les Grandes Affaires criminelles de Normandie paru en 2009 aux éditions De Borée.
Eddy Simon est également intervenu comme professeur de dessin dans le milieu carcéral pendant plus de dix ans. Il a par ailleurs réalisé en 2003, une exposition sur La Culture en Prison et rédigé un historique sur La Vie carcérale au Havre du XVIe au XXIe Siècle,[réf. souhaitée] recueil édité par les Amis du Vieux Havre.
En 2017, dans le cadre des festivités pour les 500 ans de la ville et du port du Havre, il rédige un ouvrage, Le Tour du Monde Gastronomique, le livre de recettes et de récits.

### Bande dessinée
En février 2010, il est le scénariste du collectif Contes des Indes en bande dessinée qui réunit 10 dessinateurs (Amandine, Aurélie Neyret, Laurence Clément...) autour de l'adaptation de contes de l'Inde, aux éditions Petit à Petit.
Pour la même maison d'éditions, il scénarise Kâma Sûtra en bandes dessinées, là aussi un collectif qui réunit 20 dessinateurs (Marie Avril, Camille Benyamina, Aurélie Neyret, Joël Alessandra, Amandine, Bast...). Paru en novembre 2010, l'album compte 192 pages.
En 2011, Simon participe à l'album collectif Betty's, histoires de pin-up en rédigeant le scénario sur Betty Page avec Christophe Alvès au dessin pour les éditions Fugues en bulles.
Depuis quelques années, Eddy Simon exerce en tant que scénariste de bandes dessinées, en collaboration avec divers dessinateurs, dont Camille Benyamina pour Violette Nozière vilaine chérie et Chaque soir à 11 heure aux éditions Casterman, Marie Avril pour l'adaptation du roman de Saphia Azzeddine, Confidences à Allah aux éditions Futuropolis, Matthieu Berthod pour Adivasis meurtris, une enquête journalistique sur la population autochtone en Inde aux éditions La Boite à Bulles et Joël Alessandra pour une biographie sur Gustave Eiffel aux éditions 21g. Il obtient le Prix SNCF du polar 2015, catégorie Bande dessinée, pour Rouge Karma, dessinée par Pierre-Henry Gomont.
En janvier et février 2017, il publie une nouvelle série jeunesse aux éditions Sarbacane : Namasté, avec Aurélie Guarino au dessin et Sarah Murat à la couleur.
Il participe à l'album Contes asiatiques en bandes dessinées publié aux éditions Petit à petit en février 2017 avec le récit indien, Ganesh l'enfant à tête d'éléphant dessiné par Aurélie Neyret. En mai de la même année, il publie Rodin Fugit amor, portrait intime avec Joël Alessandra aux éditions 21g (en partenariat avec le musée Rodin) à l'occasion du centenaire de la mort du sculpteur.
L'année 2018 voit la publication du tome 3 de la série Namasté aux éditions Sarbacane : Les larmes de la sorcière Asuri avec Aurélie Guarino au dessin et Sarah Murat à la couleur, ainsi que la parution de l'album D'un Renoir à l'autre, sur Pierre-Auguste et Jean Renoir, aux éditions 21g dont le dessin est signé Jak Lemonnier.
En 2019, il publie le quatrième et dernier tome de la série Namasté aux éditions Sarbacane et se retrouve au sommaire du nouveau magazine, SOIF, la revue curieuse des éditions Petit à Petit.
En février 2020, sort en libraire Divine, vie(s) de Sarah Bernhardt, une biographie romancée de la célèbre comédienne française dont le dessin est signé Marie Avril aux éditions Futuropolis.
En 2021, l'album sur Gustave Eiffel est réédité par les éditions 21g en grand format cartonné.
Pour la rentrée 2022, il publie avec Jak Lemonnier au dessin pour le compte de la ville du Havre et les Cités Educatives, l'album Histoires de la cité qui regroupe huit petites petites histoires thématiques (éducation, santé...) comme autant de petites chroniques qui témoignent sur la vie d'un quartier populaire[réf. souhaitée].
En 2023, à l'occasion du centenaire de la disparition de la tragédienne Sarah Bernhardt, il est conseiller historique pour le documentaire télévisé Sarah Bernhardt à corps perdus de Sophie Jaubert. Le film produit par Galaxy presse et Histoire TV est illustré par des dessins animés de Marie Avril, extraits de l'album Divine, vie(s) de Sarah Bernhardt dont il est le scénariste[réf. souhaitée].
En juin 2023, la maison d'édition Petit à Petit publie le Guide curieux de l'estuaire de la Seine dont il est le scénariste. L'album réunit un collectif de dessinatrices et dessinateurs (Anne Billows, Antoine Kompf, Mayeul Vigouroux, Stefano Realdini...) qui mettent en images vingt récits historiques et culturels en plus d'une partie documentaire[réf. souhaitée].
Il collabore aussi à plusieurs revues comme L'immanquable hors-série érotique, DBD hors-série et Groom des éditions Dupuis en tant que scénariste pour des récits courts avec Ingrid Liman, Marie Avril, Myriam Bouima, Aurélie Guarino, Thomas Balard, Sankha Banerjee...[réf. souhaitée]
Ses bandes dessinées sont traduites dans plusieurs langues.

### Journalisme
Eddy Simon est l'auteur d'articles pour des revues comme Le Journal de l'Animation, Steps, News Night, La Nouvelle revue de l'Inde.
Il a travaillé comme journaliste permanent pour un hebdomadaire d'informations sur la ville du Havre, Le Havre infos (groupe Ouest France), pendant deux ans.

### Spectacle
À partir de 2014, il est le concepteur et l'animateur du spectacle Bulles en tête qui est joué lors du festival d'été les Z'estivales au Havre, au festival Des mots et des maux de Pitres, au Week-end à buller qui lui est consacré par la bibliothèque Oscar Niemeyer au Havre ou encore au festival Normandie Bulles de Darnétal. Le principe est la création d'une bande dessinée en direct devant un public qui en sera l'acteur. Il est accompagné au dessin par Jak, Kokor, Jim, Joël Alessandra, Steve Baker, Marie Avril, Jocelyn Joret et Pierre-Henry Gomont.

## Ouvrages

### Bandes dessinées
Scénariste ou adaptateur
- Contes des Indes en bande dessinée, dessinateurs multiples, dont Aurélie Neyret, Amandine, 2010 éd. Petit à Petit
- Kâma Sutra en bandes dessinées, dessinateurs multiples, dont Marie Avril, Joël Alessandra, Camille Benyamina, Amandine, 2010 éd. Petit à Petit
- Betty's, histoires de pin-up (collectif) avec Christophe Alvès, 2011 éd. Fugues en bulles
- Chroniques Ados avec Amandine, 2013 éd. Jungle
- Violette Nozière, Vilaine Chérie[6],[7] avec Camille Benyamina, 2014, éd. Casterman
- Rouge Karma[8], dessins de Pierre-Henry Gomont, 2014, éd. Sarbacane (Prix SNCF du polar 2015[3], catégorie Bande dessinée)
- Chaque soir à onze heures, avec Camille Benyamina, 2015, éd. Casterman, d'après le roman de Malika Ferdjoukh
- Confidences à Allah, dessins de Marie Avril, 2015, éd. Futuropolis, d'après le roman de Saphia Azzeddine (Prix Arouët 2016 ; Bulle d'Or 2016 de Brignais)
- Gustave Eiffel, le géant du fer[9] avec Joël Alessandra, 2015, éd. 21g (Grand prix Histoire de Paris, Diplôme spécial, catégorie image 2017)[réf. nécessaire]
- Le roi Pelé, l'homme et la légende avec Vincent Brascaglia, 2016, éd. 21g
- Adivasis meurtris, l'agonie d'un peuple autochtone en Inde[10] avec Matthieu Berthod, 2016, éd. La Boite à Bulles (en partenariat avec Amnesty international)
- Namasté T1, sur la piste de Ganesh avec Aurélie Guarino et Sarah Murat, 2017, éd. Sarbacane
- Namasté T2, dans l'ombre du dieu singe avec Aurélie Guarino et Sarah Murat, 2017, éd. Sarbacane
- Contes asiatiques en bandes dessinées (collectif) avec Aurélie Neyret, 2017, éd. Petit à Petit
- Rodin Fugit Amor, portrait intime[11] avec Joël Alessandra, 2017, éd. 21g (en partenariat avec le musée Rodin)
- Namasté T3, les larmes de la sorcière Asuri avec Aurélie Guarino et Sarah Murat, 2018, éd. Sarbacane
- D'un Renoir à l'autre[12],[13] avec Jak Lemonnier, 2018, éd. 21g
- Namasté T4, les griffes du Mande Barung avec Aurélie Guarino et Sarah Murat, 2019, éd. Sarbacane
- Divine, vie(s) de Sarah Bernhardt avec Marie Avril, 2020, éd. Futuropolis (Prix du Crayon d'Or de Brignais 2021; Prix du public, catégorie documentaire à Lezoux 2021)
- Gustave Eiffel avec Joël Alessandra et Philippe Couperie Eiffel, 2021, éd. 21g
- Histoires de la cité avec Jak Lemonnier, 2022, éd. Ville du Havre et les Cités Educatives
- Guide curieux de l'estuaire de la Seine[14], dessinateurs multiples dont Jean-François Solmon, Christian Galli, Wyllow, Antoane, 2023, éd. Petit à Petit

### Essais
- Les Grandes Affaires criminelles de Seine-Maritime, 2006, éd. De Borée
- Les Grandes Affaires criminelles de Normandie, 2009, éd. De Borée (ouvrage collectif, avec Lionel Acher, Roger Delaporte, Lénaïc Gravis, Jean-François Miniac.)
- Le Havre, ah quel estuaire ! 2001, éd. Petit à Petit
- La Vie carcérale au Havre du XVIe au XXIe Siècle, 2008, éd. Les Amis du Vieux Havre
- Le Tour du Monde Gastronomique, le livre de recettes et de récits, 2017, éd. ville du Havre (dans le cadre des 500 ans de la ville et du port du Havre)

### Télévision
- Conseiller historique sur le documentaire Sarah Bernhardt, à corps perdu[15] de Sophie Jaubert, 2023, production Galaxy Presse et Histoire TV